# Publius Cornelius Rufinus
Publius Cornelius Rufinus est un homme politique de la République romaine, dictateur de 334 à 333 av. J.-C.

## Famille
Il est le premier membre des Cornelii Rufini, branche de la gens Cornelia, à atteindre une haute magistrature. Les Cornelii Sullae, parmi lesquels Sylla, comptent parmi ses descendants. Son petit-fils, Publius Cornelius Rufinus, devient dictateur et deux fois consul mais il est chassé du Sénat par le censeur Caius Fabricius Luscinus pour excès de luxe.

## Biographie
Publius Cornelius Rufinus aurait été nommé dictateur en 334 av. J.-C. alors que les consuls affrontent les Sidicins et que Rome craint une guerre contre les Samnites. Sa dictature semble se poursuivre en 333 av. J.-C., année pour laquelle les sources antiques ne donnent pas de noms de consuls et qui est considérée comme la première des quatre « années de dictature » de la fin du IVe siècle av. J.-C. apparaissant sur les Fastes capitolins. Toutefois, Rufinus et son maître de cavalerie Marcus Antonius doivent abdiquer, leur nomination étant jugée irrégulière d'un point de vue religieux,.